# Ghizer (Distrikt)
Ghizer ist der nordwestlichste Distrikt von Gilgit-Baltistan, dem bis September 2009 als Northern Areas bezeichneten Territorium im Norden Pakistans. Seine Hauptstadt ist Gahkuch.

## Lage
Der Distrikt Ghizer erstreckt sich über eine Fläche von 12.381 km².
Die Einwohnerzahl lag im Jahr 1988 bei 121.000. Im Jahr 2013 betrug sie schätzungsweise 190.000.
Der Distrikt Ghizer verbindet die Städte Gilgit und Chitral über den Shandur-Pass. Dieser Distrikt ist ein multiethnischer Distrikt in dem drei Sprachen gesprochen werden: Khowar, Shina und Burushaski. Ferner wird in Teilbereichen des Ortes Ishkoman Wakhi gesprochen.

## Name
Der Name Ghizer bedeutet in der Sprache der Khowar oder Chitrali Flüchtlinge. Die Mehtars (Könige) von Chitral zwangen die ehemaligen Bewohner von Chitral zu emigrieren und diese siedelten sich im Gebiet von Chitral bis Gupis an und wurden Gherz bzw. Gherzic genannt. Als Ali Bhutto, der ehemalige Staatspräsident Pakistans das monarchische System abschaffte und stattdessen Verwaltungsdistrikte einführte, wurde diesem Distrikt der Name Ghizer verliehen.

## Geschichte
Das Gebiet wurde früher von indischen Rajas (Fürsten) aus Yasin und Punial beherrscht und später zwischen dem Mehtars von Chitral und dem Maharadschas von Kaschmir aufgeteilt. Nach 1895 wurden alle Ghizer in die Gilgit Agency eingegliedert und von den Briten direkt regiert und nicht mehr von Kaschmir aus. Die Rajas von Yasin, Suleman Shah und Gohar Aman erweiterten ihren Herrschaftsbereich bis nach Gilgit und einige Herrscher übten Macht von Yasin bis Gilgit aus. Nach dem Tod von Gohar Aman gab es eine Verschwörung des Maharadschas von Kaschmir, die bis Yasin und Modori reichte und im Debakel von Yasin endete.

## Geographie
Der Distrikt Ghizer liegt im äußersten Norden des Landes von Gilgit-Baltistan. Er reicht vom Landstreifen Wakhan im Nordwesten bis an die nördliche Grenze Chinas. Im Westen grenzt der Distrikt an die Provinz Khyber Pakhtunkhwa, an den Distrikt Chitral und reicht im Osten bis zur Stadt Gilgit. Der Distrikt Diamir liegt im Süden des Distrikts Ghizer, ein Teil der Nordgebiete Pakistans.
Der höchste Berg im Ghizer-Distrikt ist Koyo Zom mit einer Höhe von 6871 m im Hinduraj, der an der Grenze des Ghizer-Distrikt und Chitral liegt. Weitere wichtige Orte befinden sich in den Tälern von Ishkoman und Yasin, weitere sind Gupis, Chatorkhand, Imit und Utz.
Gupis ist ein wichtiger Teil des Ghizer-Distrikts für touristische Aktivitäten. Dort befinden sich mehrere Dörfer wie Phunder und Khalti, die die Möglichkeit zum Forellenfischen und Unterkünfte in Hotels anbieten.

### Gebirgspässe
Da das Gebiet eine Hochgebirgsregion ist, gibt es zahlreiche Gebirgspässe, den Karambar-Pass, Chillinji-Pass, Hayal-Pass, Bichhar-Pass, Darkot-Pass und Naltar-Pass an der Grenze des Ghizer und Gilgit-Distrikts. Der Thoi-Pass liegt bei Yarkon an der Grenze von Ghizer und Chitral.

### Flüsse
Der größte Fluss des Distrikts ist der Ghizer, der auch Gilgit genannt wird. Er fließt im Osten des Ortes von Gupis. Seine Zuflüsse sind der Karambar (auch Ishkoman), Phakor, Hayal und Yasin.

### Sprachgebiete
Die Sprache Burushaski wird in Yasin, Khowar wird in Yasin, Gupis und Ishkoman, Shina wird in Gupis und Punial und Wakhi wird in Ishkoman gesprochen.